# Аїша аль-Баунія
Аїша бінт Юсуф аль-Баунія (араб. عائشة بنت يوسف الباعونية, померла 16-го числа місяця Зу аль-Каада, 922/1517) — суфійська майстриня і поетеса. Вона одна з небагатьох середньовічних жінок-ісламських містиків, які записали власні погляди в письмовому вигляді, і вона, «ймовірно, створила більше творів арабською мовою, ніж будь-яка інша жінка до ХХ століття». Деякі з її творів були перекладені англійською мовою в ХХІ столітті. «У ній літературні таланти та суфістичні нахили її родини досягли повного розквіту». Вона народилася і померла в Дамаску.

## Життєпис
Її батько Юсуф (народився в Єрусалимі, 805/1402 — помер у Дамаску, 880/1475) був каді в Цфаті, Тріполі, Алеппо та Дамаску та був членом видатної родини аль-Бауні, відомої протягом XV століття своїми вченими, поетами та юристами. Вважається, що вона народилася в родині видатного вченого. Її дід, Ахмад ібн Насір, був видатним проповідником і Шафіїтським суддею в Дамаску та Єрусалимі, відомим як «Шейх аш-Шуюх» (Майстер вчених). Як і її брати, Аїша навчалася головним чином її батьком разом з іншими членами сім'ї, вивчаючи Коран, хадиси, юриспруденцію та поезію, і, за її твердженням, у віці восьми років Аїша була гафізою (вона вивчила весь Коран напам'ять).
Тим часом її головними суфійськими вчителями були Джамал ад-Дін Ісмаїл аль-Хавварі (бл. кінця IX—XV ст.) та його наступник Мумій ад-Дін Ях'я аль-Урмаві (бл. IX—X / XV—XVI ст.), яких вона дуже поважала. 1475 року, ймовірно, Аїша здійснила паломництво до Мекки. Вона була одружена з Амадом ібн Мухаммадом ібн Накібом аль-Ашрафом (пом. 909/1503), з відомої родини Алідів з Дамаска, також відомої своєю вченістю; за підрахунками Аїші, Амад походив від дочки Мухаммада Фатіми та її чоловіка Алі через їхнього сина аль-Хусейна. У Аїші та Ахмада було двоє дітей: син Абд аль-Ваххаб (нар. 897/1489) і дочка Барака (нар. 899/1491).

### Навчання в Каїрі і смерть
У 919/1513 роках Аїша та її син переїхали з Дамаска до Каїра, а в 923/1517 році повернулася назад. Можливо, метою Аїші було забезпечити кар'єру свого сина. По дорозі на їхній караван напали бандити поблизу Більбейса, які викрали їхнє майно, включно з творами Айшаха. Схоже, що в Каїрі її та її сина приймав Махмуд ібн Мухаммед ібн Аджа (нар. 854/1450, помер 925/1519), який був особистим секретарем і міністром закордонних справ аль-Ашрафа Кансуха аль-Гаурі (пом. 922/1516), султана мамлюкської династії Бурджитів. Ібн Аджа допоміг Абд аль-Ваххабу знайти роботу в канцелярії та допоміг Аїші увійти в інтелектуальні кола Каїра. Далі Аїша написала йому «кілька яскравих панегіриків».
У Каїрі Аїша вивчала право і отримала дозвіл читати лекції з права та видавати фетви (юридичні висновки); «вона здобула широке визнання як юристка». Оскільки їй було надано повноваження викладати та видавати фетви, це привернуло багато студентів і студенток.
Аїша покинула Каїр у 922/1516 рр. зі своїм сином та Ібн Аджаю, а також аль-Бадр ас-Суюфі (бл. 850—925/1446–1519), аль-Шамс аль-Сафірі (877—956/1472–1549) та кількома іншими відомими вчених отримала аудієнцію у Султан Кансух аль-Гаврі в Алеппо незадовго до його поразки в битві на рівнині Мардж Дабік: «надзвичайна подія, що личить її винятковому життю». Потім Аїша повернулася до Дамаска, де померла в 923/1517 рр.
Аїша «успадкувала незалежність розуму та світогляду, що проявляється в її рівноправному спілкуванні зі своїми сучасниками-чоловіками». Так, вона була близькою подругою Абу-л-Тана Мамуда б. Аджа, останнього шахіба дававіна аль-інша мамлюцької доби, і листувалася у віршах з єгипетським вченим Абд ар-Раманом аль-Аббасі (нар. 867/1463, пом. 963/1557). «З біографій А'іші та з її власних коментарів у своїх працях цілком очевидно, що її високо цінували як побожну жінку та суфійського майстра». Її рукопис «Принципи суфізму», який називають її «ключовою працею», був перекладений англійською мовою Т. Емілем Гомеріном. У цій книзі вона «викладає свою філософію, засновану на чотирьох принципах: покаяння, щирість, пам'ять і любов».

## Доробок

### Список робіт
За словами проф. Еміля Гомеріна, хронологія творчості Аїші досі не відома, і справді, більшість з них втрачено, але відомі оригінальні твори Аїші:
- Dīwān al-Bā'ūniyyah (збірка віршів)
- Durar al-ghā'iṣ fī baḥr al-Mu'jizāt wa 'l-kha-ṣā'iṣ (Перли нирця, на морі «Чудеса та чесноти»)
- al-Fatḥ al-ḥaqqī min fayḥ al-talaqqī (Справжнє натхнення, від розсіяного аромату містичного знання') (втрачено)
- al-Fatḥ al-mubīn fī madḥ al-amīn (Ясне натхнення про хвалу Довіреному)
- al-Fatḥ al-qarīb fī mi'rāq al-ḥabīb (Безпосереднє натхнення, про Вознесіння Улюбленого) (втрачено)
- Fayḍ al-faḍl wa-jam' al-shaml (Еманація благодаті та збирання союзу)
- Fayḍ al-wafā fī asmā' al-muṣṭafā (Еманація вірності, про імена Обраного) (втрачено)
- al-Ishārāt al-khafiyyah fī 'l-Manāzi al-'aliyyah (Приховані знаки, про «піднесені станції») (втрачено)
- Madad al-wadūd fī mawlid al-maḥmūd (Допомога милостивого Бога, про народження гідного похвали Пророка) (втрачено)
- al-Malāmiḥ al-sharīfah min al-āthār al-laṭīfah (Шляхетні риси, про елегантні звіти) (втрачено)
- al-Mawrid al-ahnā fī 'l-mawlid al-asnā (Найцільніше Джерело, у Найвищий день народження)
- al-Munktakhab fī uṣūl al-rutab (Добірки з основ станцій)
- al-Qawl al-ṣaḥīḥ fī takhmīs Burdat al-madīḥ (Достовірні слова, на квінтинах «Плаща Панегірика»)
- Ṣilāt al-salām fī faḍl al-ṣalāh wa 'l-salām (Дари миру, заслуги благословення та привітання) (втрачено)
- Tashrīf al-fikr fī naẓm fawā'id al-dhikr (Шляхетна думка, про переваги спогадів у віршах)
- al-Zubdah fī takhmīs al-Burdah (The Fresh Cream Quintain of «The Mantle») (втрачено)

Окрім цього, Аїша адаптувала низку інших текстів. Гомерін також опублікував деякі з єдиних перекладів творів А'ішаха англійською мовою:
- Th. Emil Homerin, 'Living Love: The Mystical Writings of ʿĀ’ishah al-Bāʿūniyyah (d. 922/1516)', Mamluk Studies Review, 7 (2003), 211-34.
- Th. Emil Homerin, 'The Principles of Sufism'. By Ā’ishah al-Bāʿūniyyah.[13]

### Ясне натхнення про хвалу Довіреному
Найвідомішим твором Аїші є її «Ясне натхнення про хвалу Довіреному» (al-Fatḥ al-mubīn fī madḥ al-amīn), 130 віршів Баді'ійя (форма, призначена для ілюстрації баді або риторичних прийомів у поетичному репертуарі, де кожен вірш ілюструє певний прийом) на хвалу ісламського пророка Магомета. Під впливом Абд аль-Кадіра аль-Джілані її поезія передає містичну любов до Бога та Пророка. Її панегірики виділяються як шедеври. Посилаючись на майже п'ятдесят попередніх поетів, твір підкреслює широту освіченості Аїші. Цей текст, без сумніву, надихнув Абд аль-Гані ан-Набулусі на «Насамат аль-Азхар»; обидва письменники супроводжували свої баді'ї коментарями.

### Еманація благодаті та збирання союзу
«Еманація благодаті та збирання союзу» (Fayḍ al-faḍl wa-jam'al-shali) — збірка з понад 300 довгих віршів, у яких Аїша описувала містичні стани та вихваляла Мугомеда, засновника її ордену, Абдул Кадіра Ґілані, та її власних суфійських шейхів. У своїх віршах вона використовувала технічну термінологію та типові суфійські поетичні мотиви, такі як вино та кохання. Здається, вони датуються періодом життя Аїші аж до її переїзду в Каїр і свідчать про її володіння майже всіма арабськими поетичними формами того часу.

### Добірки з основ станцій
У цій праці, яка арабською називається «Аль-Мунтахаб фі Усул аль-Рутаб», вона намагалася сформулювати та прояснити деякі зі своїх містичних вірувань і практик в окремому суфійському збірнику. На початку вона зазначає, що стадій містичного фольку незліченна кількість. Проте всі вони базуються на чотирьох основних принципах шляху до Бога: покаянні, щирості (іхлас), зікр (спогад) і любові (мухабба).
Принцип 1: Тавба (покаяння) (1) каяття за минулі проступки, (2) негайна відмова від теперішніх злочинів і (3) ніколи не повертатися до гріха. Вона також зазначає, що кожна частина тіла має свою частку в покаянні. Серце повинно вирішити залишити гріх і розкаятися, тоді як очі повинні бути опущеними, руки — перестати хапати, ноги — не поспішати, а вуха — не намагатися підслуховувати. Це покаяння для простих людей. Покаяння обраних йде далі: вони протистоять жадобі користолюбства (нафсу) і відвертають погляд серця від насолод і достатку, утримуючись від усього скороминущого. Такого покаяння вимагає любов до Бога, який сказав (2:222): «Воістину, Бог любить тих, хто звертається з покаянням…»
Ще вищим є покаяння обраних з обраних. Вони відвертаються від того, щоб думати про щось, окрім Бога, включаючи духовні стани і благословення, доки Бог не відкриє їм Свою красу, викорінюючи все, окрім Себе.
Принцип 2: Іхлас (щирість) Щирий послух Богові має бути мотивований лише бажанням наблизитися до Нього. Віруючий не повинен думати про досягнення похвали чи слави серед людей, бо щирість вимагає максимального смирення. Тому слід дисциплінувати себе (нафс), а серце має бути сліпим до думок інших, як дух охороняє від гордості. Щирість, за її словами, подібна до води, яка допомагає крихітному насінню добрих справ зростати, тоді як лицемірство — це циклон, який змете поля праці.
Принцип 3: Дікр (пригадування) Третій принцип, дікр, або «пригадування» Бога, є важливим як для покаяння, так і для щирості. Аїша починає свій розділ на цю ключову тему з Божої обіцянки в Корані (2:152): «Пам'ятай Мене, і Я пам'ятатиму тебе», і вона розвиває цей взаємний зв'язок пам'яті між Богом і Його вірними шанувальниками в низці містичних тлумачень: "Пам'ятайте Мене зі щирістю, і Я буду пам'ятати вас серед духовних обранців; пам'ятайте Мене у ваших прагненнях, і Я буду пам'ятати вас зі свідченням; … пам'ятайте Мене у вашому відході, і Я буду пам'ятати вас у вашому перебуванні; … пам'ятайте Мене у ваших серцях, і Я буду пам'ятати вас у близькості до Мене; пам'ятайте Мене у ваших духах, і Я буду пам'ятати вас у хвилини просвітлення; пам'ятайте Мене у ваших сердечних таємницях, і Я буду пам'ятати вас в осяяннях! "
Принцип 4: Махабба (Божественна любов)
Це природно веде до махабби, або «любові» — теми останнього і найдовшого розділу «Аль-Мунтахаб». Вона починається з Божого наказу Мухаммаду в Корані (3:31): «Скажи: „Якщо ти любиш Бога, то йди за мною, і Бог полюбить тебе“». Вона цитує Кушайрі, який каже, що справжня любов до Бога вимагає, щоб закохані повністю стерли себе з лиця землі, коли їхній коханий зношує їх. Ці любовні стосунки можливі тому, що Бог створив людину в найкращій формі, а отже, Він має до неї особливу прихильність.
Потім вона переходить до згадування рівнів, а також знаків божественної любові, яка була дарована комусь.
Для пересічного віруючого насіння любові сіється читанням Корану і дотриманням звичаїв Пророка, а потім підживлюється дотриманням божественного закону. Ця любов буде перешкоджати спокусам сатани, давати розраду в часи негараздів і робити служіння Богові приємним. На противагу цьому, любов серед духовної еліти вражає блискавично, збиваючи з пантелику закоханих. Ця всепоглинаюча любов призводить до того, що духовна еліта вмирає в Божій любові до них, яка не піддається жодному опису чи натяку.
Далі вона переходить до ознак любові, які включають близькість з Богом і відчуженість від світу, благоговіння перед Богом і вдоволення Його волею, виконання побожних вчинків, любов до тих, хто любить Бога, і відхід в коханому від усього сущого.
Її написання тут відображає запрошення йти дорогою кохання, як вона часто робить у своїх віршах:
«Я бачу любов, океан без берегів. Якщо ви обрані любов'ю, пірніть у нього!»

## Міжнародне визнання
У 2006 році ЮНЕСКО відзначила 500-річчя від дня її народження, включивши її до списку таких діячів, як Фрейд і Моцарт.
Святкування в арабському світі включали конференції, статті, декламацію віршів і вшанування, наприклад, назву вулиці в Дамаску та кількох шкіл на її честь.

## Видання
- al-Mawrid al-ahnā fī ’l-mawlid al-asnā and al-Fatḥ al-mubīn fī madḥ al-amīn, in ‘Ā’ishah al-Bā‘ūniyyah al-Dimashqiyyah, ed. by F. al-‘Alawī (Damascus: Dār Ma‘add, 1994)
- Dīwān Fayḍ al-faḍl wa-jamʻ al-shaml, ed. by Mahdī Asʻad ʻArār (Bayrūt: Dār al-Kutub al-ʻIlmīyah, 2010). ISBN 9782745167637

## Бібліоінформація
- Homerin, Th. Emil (2003). Living Love: The Mystical Writings of ʿĀ'ishah al-Bāʿūniyyah (d. 922/1516) (PDF). Mamluk Studies Review. 7: 211—234.  Text was copied from this source, which is available under a Creative Commons Attribution 4.0 International License.
- Homerin, Th. Emil (July 2006). Writing Sufi Biography: The Case of 'Ā'ishah al-Bā'ūn?yah (d. 922/1517). The Muslim World. 96 (3): 389—399. doi:10.1111/j.1478-1913.2006.00135.x.
- Homerin, Th. Emil (2009). ĀʾISHAH al-Bāʿūniyyah. У Lowry, Joseph Edmund; Stewart, Devin J. (ред.). Essays in Arabic Literary Biography II: 1350–1850. Wiesbaden: Harrassowitz. с. 21—27. ISBN 978-3-447-05933-6.
- Homerin, Th. Emil (2016). The Principles of Sufism (амер.). New York University Press. ISBN 9781479829248. Процитовано 19 жовтня 2021.